# Hendrik Schwarz
Hendrik Schwarz (* 4. Januar 1996 in Marburg) ist ein deutscher American-Football-Spieler auf der Position des Wide Receivers und Punters für die Frankfurt Galaxy in der European League of Football (ELF).

## Werdegang

### Jugend
Schwarz spielte in der Jugend Fußball, ehe er im Alter von 15 Jahren ein Auslandsjahr an der Holt High School in Tuscaloosa im US-Bundesstaat Alabama antrat. Dort wurde er vom Headcoach des Highschool-Footballteams als Kicker und Punter rekrutiert. Nach seiner Rückkehr nach Deutschland spielte Schwarz erneut als Torwart im Fußballteam, doch wurde er zusätzlich Teil der Jugendmannschaft der Marburg Mercenaries. Schwarz spielte bei den Mercenaries zwar auf verschiedenen Positionen, am häufigsten wurde er jedoch als Wide Receiver eingesetzt.

### Herren

#### Marburg Mercenaries
Im Alter von 19 Jahren wurde Schwarz in die Herrenmannschaft der Mercenaries aufgenommen. In seiner ersten German-Football-League-Saison 2015 kam er in sechs Spielen zum Einsatz, erzielte dabei seinen ersten Touchdown und verwandelte fünf von sechs Extra-Punkt-Versuchen. Im Folgejahr kam Schwarz auf verschiedenen Positionen zum Einsatz. Neben zwei gefangenen Touchdowns versuchte er sich auch als Punter und erzielte zudem als Kicker ein Field Goal sowie mehrere Extrapunkte. Auch in der Saison 2017 übte er mehrere Positionen aus, wobei er inzwischen zum Haupt-Kicker avanciert war. Insgesamt trug er mit 88 Punkten zum dritten Platz der Mercenaries in der Gruppe Süd bei, womit Schwarz erstmals in den Play-offs stand. In seinem vierten Jahr in der GFL konzentrierte sich Schwarz auf die Position des Wide Receivers und kam daher abgesehen von insgesamt drei Punts in der Saison 2018 auf keinen weiteren Positionen zum Einsatz. Mit acht gefangenen Touchdowns war er der drittbeste Scorer des Teams. Im März 2019 nahm Schwarz als einer von 18 europäischen Athleten am Combine der Canadian Football League (CFL) in Toronto teil. Zwar wurde er einen Monat später nicht gedraftet, doch konnte er die gewonnenen Erfahrungen nach eigenen Angaben positiv nutzen. Seine beste GFL-Saison absolvierte Schwarz im Jahr 2019, als er bei 63 gefangenen Bällen 1092 Yards Raumgewinn sowie 15 Touchdowns erzielte. Darüber hinaus gelangen Schwarz 47 Punts für insgesamt 1868 Yards (im Durchschnitt 39,7 Yards). Aufgrund dieser Leistungen als Punter wurde er ins GFL Allstar Team 2019 berufen.

#### Schwäbisch Hall Unicorns
Im Februar 2020 wechselte Schwarz von den Marburg Mercenaries zum Vizemeister Schwäbisch Hall Unicorns: „Ich komme zu den Unicorns, weil ich mich in jedem Training dem bestmöglichen Wettkampf stellen will. Mein Ziel ist es, auf meine Leistung aus dem letzten Jahr aufzubauen und mich zu einem der besten Receiver in Europa zu entwickeln“, so der Wide Receiver. Aufgrund der COVID-19-Pandemie fiel die Saison 2020 komplett aus, weshalb Schwarz kein Spiel für die Unicorns bestritt.

#### Frankfurt Galaxy
Zur historisch ersten Saison der European League of Football 2021 wurde er von der Frankfurt Galaxy unter Cheftrainer Thomas Kösling verpflichtet.  Entscheidend für diesen Schritt war unter anderem die Verpflichtung Jakeb Sullivans als Quarterback der Galaxy, da Schwarz mit ihm in der GFL 2019 bereits erfolgreich zusammengespielt hatte. Am ersten Spieltag erzielte Schwarz gegen die Hamburg Sea Devils seinen ersten Touchdown in der ELF. Im Halbfinale gegen die Cologne Centurions fing Schwarz zwei Touchdowns und erzielte darüber hinaus als Kicker weitere vier Punkte. Er erreichte mit der Galaxy das erste ELF Championship Game in Düsseldorf, das die Frankfurter mit 32:30 gegen die Hamburg Sea Devils gewannen. Schwarz fungierte für die Frankfurter zusätzlich als Punter und wurde nach Abschluss der Saison teamintern als Special Teams MVP ausgezeichnet. Anfang März 2022 wurde die Vertragsverlängerung von Schwarz bekanntgegeben.

## Statistiken
| Jahr                                             | Team                | Spiele | Receiving | Receiving | Receiving | Receiving | Receiving | Kicking 1 | Kicking 1 | Kicking 1 | Kicking 1 | Kicking 1 | Kicking 1 | Kicking 1 | Punting | Punting | Punting | Punting | Punting |
| Jahr                                             | Team                | Spiele | Rec       | Yds       | Avg       | TD        | Lng       | FGM       | FGA       | Pct       | Lng       | XPM       | XPA       | Pct       | Punts   | Yds     | Avg     | TB      | I20     |
| ------------------------------------------------ | ------------------- | ------ | --------- | --------- | --------- | --------- | --------- | --------- | --------- | --------- | --------- | --------- | --------- | --------- | ------- | ------- | ------- | ------- | ------- |
| German Football League                           |                     |        |           |           |           |           |           |           |           |           |           |           |           |           |         |         |         |         |         |
| 2015                                             | Marburg Mercenaries | 06     | 006       | 0119      | 19,8      | 01        | 53        | —         | —         | —         | —         | 05        | 06        | 83,3      | —       | —       | —       | —       | —       |
| 2016                                             | Marburg Mercenaries | 13     | 015       | 0166      | 11,1      | 02        | 34        | 01        | 02        | 50,0      | 31        | 14        | 17        | 82,4      | 05      | 0202    | 40,4    | 0       | 03      |
| 2017                                             | Marburg Mercenaries | 13     | 040       | 0515      | 12,9      | 04        | 70        | 10        | 15        | 66,7      | 37        | 34        | 37        | 91,9      | 32      | 1254    | 39,2    | 1       | 07      |
| 2018                                             | Marburg Mercenaries | 14     | 036       | 0588      | 16,3      | 08        | 81        | —         | —         | —         | —         | —         | —         | —         | 03      | 0120    | 40,0    | 1       | 01      |
| 2019                                             | Marburg Mercenaries | 14     | 061       | 1064      | 17,4      | 14        | 69        | —         | —         | —         | —         | —         | —         | —         | 43      | 1689    | 39,3    | 4       | 09      |
| GFL Gesamt                                       | GFL Gesamt          | 60     | 158       | 2452      | 15,5      | 29        | 81        | 11        | 17        | 64,7      | 37        | 53        | 60        | 88,3      | 83      | 3265    | 39,3    | 6       | 20      |
| European League of Football                      |                     |        |           |           |           |           |           |           |           |           |           |           |           |           |         |         |         |         |         |
| 2021                                             | Frankfurt Galaxy    | 10     | 026       | 0257      | 09,9      | 04        | 22        | —         | —         | —         | —         | 02        | 03        | 66,7      | 31      | 1158    | 37,4    | 6       | 04      |
| 2022                                             | Frankfurt Galaxy    | 12     | 010       | 0194      | 19,4      | 01        | 76        | —         | —         | —         | —         | —         | —         | —         | 33      | 1336    | 40,5    | 1       | 06      |
| 2023                                             | Frankfurt Galaxy    | 12     | 103       | 056       | 18,7      | 0         | 28        | —         | —         | —         | —         | —         | —         | —         | 57      | 2400    | 42,1    | 4       | 24      |
| ELF Gesamt                                       | ELF Gesamt          | 34     | 39        | 507       | 13,0      | 5         | 76        | —         | —         | —         | —         | 02        | 03        | 66,7      | 121     | 4.894   | 40,4    | 11      | 34      |
| Quellen: stats.gfl.info, europeanleague.football |                     |        |           |           |           |           |           |           |           |           |           |           |           |           |         |         |         |         |         |

| Jahr                                             | Team                | Spiele | Receiving | Receiving | Receiving | Receiving | Receiving | Kicking | Kicking | Kicking | Kicking | Kicking | Kicking | Kicking | Punting | Punting | Punting | Punting | Punting |
| Jahr                                             | Team                | Spiele | Rec       | Yds       | Avg       | TD        | Lng       | FGM     | FGA     | Pct     | Lng     | XPM     | XPA     | Pct     | Punts   | Yds     | Avg     | TB      | I20     |
| ------------------------------------------------ | ------------------- | ------ | --------- | --------- | --------- | --------- | --------- | ------- | ------- | ------- | ------- | ------- | ------- | ------- | ------- | ------- | ------- | ------- | ------- |
| German Football League                           |                     |        |           |           |           |           |           |         |         |         |         |         |         |         |         |         |         |         |         |
| 2017                                             | Marburg Mercenaries | 01     | —         | —         | —         | —         | —         | —       | —       | —       | —       | —       | —       | —       | 01      | 0030    | 30,0    | 0       | 01      |
| 2019                                             | Marburg Mercenaries | 01     | 002       | 0028      | 14,0      | 01        | 27        | —       | —       | —       | —       | —       | —       | —       | 04      | 0179    | 44,8    | 0       | 0       |
| GFL Gesamt                                       | GFL Gesamt          | 02     | 002       | 0028      | 14,0      | 01        | 27        | —       | —       | —       | —       | —       | —       | —       | 05      | 0209    | 41,8    | 0       | 01      |
| European League of Football                      |                     |        |           |           |           |           |           |         |         |         |         |         |         |         |         |         |         |         |         |
| 2021                                             | Frankfurt Galaxy    | 02     | 005       | 0060      | 12,0      | 02        | 24        | 1       | 1       | 100     | 25      | 1       | 3       | 33,3    | 07      | 0297    | 42,4    | 0       | 03      |
| 2023                                             | Frankfurt Galaxy    |        |           |           |           |           |           |         |         |         |         |         |         |         |         |         |         |         |         |
| ELF Gesamt                                       | ELF Gesamt          | 02     | 005       | 0060      | 12,0      | 02        | 24        | 1       | 1       | 100     | 25      | 1       | 3       | 33,3    | 07      | 0297    | 42,4    | 0       | 03      |
| Quellen: stats.gfl.info, europeanleague.football |                     |        |           |           |           |           |           |         |         |         |         |         |         |         |         |         |         |         |         |

## Privates
Schwarz hat einen Zwillingsbruder. Im Mai 2020 schloss er ein Bachelorstudium ab und trat im Oktober sein Masterstudium zum Wirtschaftsingenieur an.